# Consejos Regionales de Desarrollo Urbano y Rural (Guatemala)
Los Consejos Regionales de Desarrollo Urbano y Rural (COREDUR) pertenece al Sistema Nacional de Consejos de Desarrollo de Guatemala, el cual es de creación constitucional. Esta entidad reúne a varios representantes de los distintos sectores de la población, en donde, se representa la participación de la población en general, es decir, tanto social como económicamente. Actualmente son ocho Consejos Regionales en el país.

## Integración
En cada una de las regiones a que se refiere la Ley Preliminar de Regionalización del país, habrá un Consejo Regional de Desarrollo Urbano y  Rural, que se integra con:
1. El Coordinador Regional, quien en representación del Presidente de la República lo  preside.
2. El Gobernador de cada uno de los departamentos que integra la Región.
3. Un Alcalde, como representante de las Corporaciones Municipales por cada uno de los  Departamentos que integran la Región.
4. El Jefe de la oficina regional del Órgano de Planificación del Estado, quien actúa como Secretario.
5. Un representante del Ministerio de Desarrollo Urbano y Rural y de los Ministerios que el presidente de la República considere necesarios.
6. Dos representantes por las cooperativas de primer grado de la Región, domiciliados y residentes en el área.
7. Dos representantes por las asociaciones industriales, agropecuarias, comerciales y financieras que operen en la región.
8. Dos representantes por las organizaciones de trabajadores que operen en la Región.
9. Dos representantes por las organizaciones no gubernamentales de desarrollo que trabajan en la Región.

Los representantes a que se refieren los incisos c) y de la f) a la i) tienen un suplente y son directamente nominados por los alcaldes de la Región y sus respectivas entidades. Titulares y suplentes duran en sus funciones un año, a partir de la fecha en que tomen posesión, pudiendo ser reelectos hasta por dos periodos consecutivos más. 
Las entidades representadas en este Consejo utilizarán sus propias normas y reglas para la designación o elección que corresponda.
En las regiones que se integran con un departamento, tendrán la misma estructura organizativa y  funciones del Consejo Departamental.
eso es todo lo que se refiere a ley de consejos de desarrollo

## Funciones
Son funciones del Consejo regional de Desarrollo Urbano y Rural, las siguientes:
1. Promover el desarrollo económico, social y cultural de la Región.
2. Promover la participación efectiva de la población en la identificación y solución de sus problemas.
3. Promover y condicionar los Consejos departamentales que integran su Región.
4. Proponer planes, programas y proyectos de desarrollo para su Región.
5. Establecer las necesidades de financiamiento para la ejecución de los planes y programas de desarrollo de su Región.
6. Evaluar periódicamente la ejecución de los planes, programas y proyectos de desarrollo de su Región y sugerir las medidas correctivas para el logro de sus metas y objetivos.
7. Efectuar el seguimiento de los programas y proyectos de desarrollo de su Región y velar porque se coordinen las actividades de la Administración Pública.
8. Presentar al Consejo Nacional de Desarrollo Urbano y Rural sus necesidades, cuando éstas no puedan ser resueltas a nivel de la región.
9. Gestionar los recursos financieros que correspondan a los programas y proyectos de desarrollo de la Región.
10. Velar por la eficiencia de la Administración Pública en su jurisdicción.